# Marquesado de Villanueva del Río

Escudo de los Enríquez de Ribera, Marqueses de Villanueva del Río.

El marquesado de Villanueva del Río es un título nobiliario español creado por el rey Felipe II en 1571 a favor de Fadrique Enríquez, nieto de Pedro Enríquez, I señor de Tarifa. Su nombre se refiere al núcleo poblacional andaluz de Villanueva del Río (pueblo matriz del actual municipio llamado Villanueva del Río y Minas). 
Con motivo de la bancarrota de la hacienda pública, Villanueva del Río (anteriormente Villanueva del Camino) fue vendida junto con San Nicolás del Puerto y Constantina a Fadrique Enríquez de Ribera (1476-1539), adelantado mayor de Andalucía, marqués de Tarifa y señor de Los Molares, creándose el 7 de marzo el nuevo marquesado dentro del Reino de Sevilla.
A partir de Antonio Álvarez de Toledo y Enríquez de Ribera, V marqués de Villanueva del Río y VII duque de Alba, el marquesado se incorporó a los numerosos títulos nobiliarios de la casa de Alba permaneciendo unidos hasta la actualidad.

## Marqueses de Villanueva del Río
| Nombre                                                       | Vida          | Título |
| ------------------------------------------------------------ | ------------- | --- |
| Fadrique Enríquez de Ribera y Portocarrero                   | 1476-1539     | I Marqués de Villanueva (7-3-1571). Lo sucedió su hijo mayor                                                                 |
| Fernando Enríquez de Ribera y Portocarrero                   | ¿?-1599       | II Marqués de Villanueva. Lo sucedió su hijo mayor                                                                           |
| Antonio Enríquez de Ribera y Portocarrero                    | ¿?-¿?         | III Marqués de Villanueva. Sin prole. Lo sucedió su hermana                                                                  |
| Antonia Enríquez de Ribera y Portocarrero                    | ¿?-1623       | IV Marquesa de Villanueva Enlace con Fernando Álvarez de Toledo y Mendoza VI Duque de Alba en 1612. La sucedió su hijo mayor |
| Antonio Álvarez de Toledo y Enríquez de Ribera               | 1615-1690     | VII Duque de Alba V Marqués de Villanueva                                                                                    |
| Antonio Álvarez de Toledo y Fernández de Velasco             | 1645-1701     | VIII Duque de Alba VI Marqués de Villanueva                                                                                  |
| Antonio Álvarez de Toledo y Guzmán                           | 1669-1711     | IX Duque de Alba VII Marqués de Villanueva                                                                                   |
| Francisco Álvarez de Toledo y Silva                          | 1672-1733     | X Duque de Alba VIII Marqués de Villanueva                                                                                   |
| María Teresa Álvarez de Toledo y Haro                        | 1691-1755     | XI Duquesa de Alba IX Marqués de Villanueva                                                                                  |
| Fernando de Silva y Álvarez de Toledo                        | 1714-1778     | XII Duque de Alba X Marqués de Villanueva                                                                                    |
| María del Pilar Teresa Cayetana de Silva y Álvarez de Toledo | 1762-1802     | XIII Duquesa de Alba XI Marquesa de Villanueva                                                                               |
| Carlos Miguel Fitz-James Stuart y Silva                      | 1794-1835     | XIV Duque de Alba XII Marques de Villanueva                                                                                  |
| Jacobo Fitz-James Stuart y Ventimiglia                       | 1821-1881     | XV Duque de Alba XIII Marqués de Villanueva                                                                                  |
| Carlos María Fitz-James Stuart y Palafox                     | 1849-1901     | XVI Duque de Alba XIV Marqués de Villanueva                                                                                  |
| Jacobo Fitz-James Stuart y Falcó                             | 1887-1953     | XVII Duque de Alba XV Marqués de Villanueva                                                                                  |
| María del Rosario Cayetana Fitz-James Stuart y Silva         | 1926-2014     | XVIII Duquesa de Alba XVI Marquesa de Villanueva                                                                             |
| Carlos Fitz-James Stuart y Martínez de Irujo                 | 2014-Presente | XIX Duque de Alba XVII Marqués de Villanueva                                                                                 |